# Хэйшань
Хэйша́нь (кит. упр. 黑山, пиньинь Hēishān) — уезд городского округа Цзиньчжоу провинции Ляонин (КНР). Уезд назван в честь находящейся на его территории горы Хэйшань («Чёрная гора»).

## История
В 1902 году в этих местах был образован уезд Чжэньань провинции Фэнтянь. После основания Китайской республики в рамках упорядочения названий административных единиц в масштабах страны, в связи с тем, что в провинции Шэньси также существовал уезд с названием «Чжэньань», в январе 1914 года уезд Чжэньань провинции Ляонин был переименован в «Хэйшань».
В 1929 году провинция Фэнтянь была переименована в провинцию Ляонин. После захвата этих мест японцами и образования в 1932 году марионеточного государства Маньчжоу-го провинции Ляонин было возвращено название Фэнтянь, а в 1934 году была образована отдельная провинция Цзиньчжоу. После окончания Второй мировой войны и ликвидации Маньчжоу-го эти земли опять вошли в состав провинции Ляонин.
В октябре 1948 года во время Ляошэньского сражения Северо-восточная полевая армия НОАК остановила здесь продвижение гоминьдановских войск, пытавшихся отбить Цзиньчжоу.
После образования КНР эти земли вошли в состав новой провинции Ляоси, которая в 1954 году была объединена с провинцией Ляодун в провинцию Ляонин. В 1955 году был образован Специальный район Цзиньчжоу (锦州专区) и уезд вошёл в его состав. В 1958 году он был расформирован, и уезд перешёл под юрисдикцию властей Цзиньчжоу. В 1965 году Специальный район Цзиньчжоу был образован вновь, но в 1968 году его опять расформировали.

## Административное деление
Уезд Хэйшань делится на 2 уличных комитета, 16 посёлков и 4 волости.